# محمد عبدی
محمد عبدی (زادۀ ۱۳۰۲) بازیگر سینما اهل ایران است. او فعاليت هنری خود را با بازی در نمايش ملانصرالدين (۱۳۲۵) آغاز كرد. او سينما را با بازی در فيلم شب‌های معبد به كارگردانی ناصر كوره‌چيان تجربه کرد. وی در سال ۱۳۳۷ استودیو زهره فیلم و سال ۱۳۳۹ تئاتر شاهین را تأسیس کرد. او در حال حاضر پیرترین بازیگر ایرانی به شمار می‌رود.

## فیلم‌شناسی

### کارگردان
- دو عروس برای سه برادر (۱۳۳۸)

### نویسنده
- دو عروس برای سه برادر (۱۳۳۸)

### تهیه‌کننده
- دو عروس برای سه برادر (۱۳۳۸)

### بازیگر
- عنتر و منتر (۱۳۵۵)
- کاکا سیاه (۱۳۵۲)
- گدای میلیونر (۱۳۵۲)
- مروارید (۱۳۵۲)
- توبه (۱۳۵۱)
- شهر آفتاب (۱۳۵۱)
- فاتح دل‌ها (۱۳۵۱)
- آتشپاره شهر (۱۳۵۰)
- کاکو (۱۳۵۰)
- ماجرای یک دزد (۱۳۵۰)
- نوبر اصفهان (۱۳۵۰)
- سرود زندگی (۱۳۴۸)
- گرفتار (۱۳۴۸)
- بهرام شیردل (۱۳۴۷)
- غروب بت پرستان (۱۳۴۷)
- گرداب گناه (۱۳۴۷)
- هفت دختر برای هفت پسر (۱۳۴۷)
- یوسف و زلیخا (۱۳۴۷)
- شهر فرنگ (۱۳۴۶)
- غم‌ها و شادی‌ها (۱۳۴۶)
- فرمان خان (۱۳۴۶)
- اعتراف (۱۳۴۵)
- دوستت دارم (۱۳۴۲)
- ستاره‌ای چشمک زد (۱۳۴۲)
- انتقام روح (۱۳۴۱)
- گل گمشده (۱۳۴۱)
- دو عروس برای سه برادر (۱۳۳۸)
- بوسه مادر (۱۳۳۵)
- خانه شیاطین (۱۳۳۴)
- شب‌های معبد (۱۳۳۳)